# Mundodisco (mundo)
El Mundodisco es un mundo imaginario que sirve de escenario a la saga homónima de novelas escrita por Terry Pratchett. Se trata de un mundo plano, sostenido por cuatro elefantes que, a su vez, se apoyan en el caparazón de la tortuga estelar.

## Geografía
Como su nombre indica, se trata de un mundo en forma de disco que se apoya en los lomos de cuatro enormes elefantes (Gran T'Phon, Tubul, Berilia y Jerakeen) que a su vez se apoyan en el caparazón de una no menos enorme tortuga (Gran A´Tuin) que nada lenta y majestuosamente por el espacio. Un pequeño sol da vueltas alrededor de Gran A'Tuin proporcionando al Disco luz y calor.
El sexo de la tortuga es un misterio para los habitantes del disco, y el motivo de no pocos debates y discusiones entre los astrozoólogos acerca de qué posición ocupará cuando, en su viaje estelar, se encuentre con otra tortuga de distinto sexo (siempre es muy importante saber si será la tortuga de arriba o de abajo durante el apareamiento cuando tu planeta está sobre su caparazón).
En la geografía del Disco las direcciones no se expresan como se hace desde la superficie de un planeta esférico (norte, sur, este y oeste). Para orientarse en la superficie del MundoDisco se utiliza como referencia el centro (dirección Eje) o de espaldas al centro (dirección Borde). Las dos direcciones perpendiculares a las anteriores son Dextro y Levo (giro y contragiro), ya que el Mundodisco rota sobre su eje para que se sucedan las estaciones. El clima en el Borde es cálido, y se va endureciendo a medida que nos movemos en dirección Eje.
Como accidentes geográficos importantes cabe destacar Cori Celesti, la inmensa montaña situada justo en el Eje y en cuya cima habitan los dioses. Las Montañas del Carnero han sido plasmadas con vertical exactitud en las obras de las Brujas: Ritos iguales, Brujerías y Lores y damas. El continente XXXX, que se parece a Australia, aunque no es Australia, tiene su historia de amor y desamor con Rincewind y el resto de los magos en El país del fin del mundo.
A medio camino entre el Eje y el Borde, tras atravesar los campos de coles de los reinos de Sto Helit y Sto Lat que lo separan de las Montañas del Carnero, se halla el Mar Circular. Como su propio nombre indica, es un mar redondo, rodeado por numerosos pueblos, que forman parte del "mundo civilizado" (es decir, el de los bárbaros con el suficiente dinero como para poder mantener a historiadores). Allí se asientan Klatch, Omnia, Djelibeibi, Efebia y la ciudad-estado de Ankh-Morpork (donde se encuentra la Universidad Invisible y se desarrollan la mayoría de las novelas).
En el otro hemidisco se encuentra el enorme Continente Contrapeso, asiento del rico y poderoso Imperio Ágata. Su existencia se deducía solamente de la lógica (ya que de no existir el Mundodisco se volcaría por un lado) hasta que, al principio de El color de la magia, se presenta en Ankh-Morpork el primer turista proveniente de la rica nación. 

## Lugares de interés
- Ankh-Morpork
- Borde
- Culo De Mal Asiento
- Eje
- Klatch
- Krull
- Imperio Ágata
- Lancre
- Montañas del Carnero
- Sto Helit
- Sto Lat
- Universidad Invisible
- Wyrmberg
- XXXX
- Borogravia

## La Magia
De la misma manera en que nuestro universo está sometido a las leyes de la física, en el Mundodisco es la magia la que lo rige todo. El Mundodisco es un planeta al borde de la imposibilidad, y solamente la magia permite que exista. De hecho, el propio Mundodisco se creó mediante ocho conjuros. Una diferencia importante respecto a nuestro universo es la existencia de un elemento que se suma a los habituales: el narrativio. Un caballero termina siempre derrotando al dragón y salvando a la princesa porque el narrativio interviene como catalizador.
El número ocho es el número de la magia en el Mundodisco, y está presente allí donde ella interviene. Además, la semana tiene ocho días y existen ocho estaciones del año. Los magos no pueden pronunciar el número para evitar provocar efectos devastadores sobre el mundo, aunque esta prohibición, estricta en las primeras novelas, se relaja a medida que avanza la serie.
Otro elemento de peligro es la descendencia de los magos. El octavo hijo de un octavo hijo está especialmente capacitado para la magia, y es por ello que los magos son célibes: si uno de ellos llega a tener ocho hijos, su hijo será el octavo hijo del octavo hijo de un octavo hijo. Esta premisa da lugar al argumento de Rechicero.
El campo mágico que envuelve al Mundodisco es tan fuerte que la luz no llega como en el resto del Multiverso, sino que fluye y se desparrama lentamente. En el Disco, el sonido viaja a mayor velocidad que la luz. El lugar a donde más tarda ésta en llegar son los profundos valles de las Montañas del Carnero, una zona en la que la magia está presente en todas partes, donde abundan las brujas (entre ellas Yaya Ceravieja, Tata Ogg y Magrat Ajostiernos) y tierra natal del Archicanciller Mustrum Ridcully de la Universidad Invisible.